# Slam Dunk Ernest
Slam Dunk Ernest (bra: Ernest, o Rei do Basquete) é um filme de comédia lançado diretamente em vídeo, produzido nos Estados Unidos em 1995, dirigido por John R. Cherry III e com atuação de Jim Varney.